# 王希斌
王希斌（1929年7月—2018年12月21日），男，辽宁新宾人，中华人民共和国军事人物，曾任陕西省军区司令员，中共陕西省委常委。